# Quyền LGBT ở România
Quyền đồng tính nữ, đồng tính nam, song tính và chuyển giới (tiếng România: lesbiană, gay, bisexuală și transsexuală) ở România có thể phải đối mặt với những thách thức pháp lý và phân biệt đối xử mà những người không phải là LGBT không gặp phải. România nói chung là bảo thủ xã hội liên quan đến quyền của người đồng tính nam, đồng tính nữ, song tính và chuyển giới. Tuy nhiên, đất nước đã đạt được tiến bộ đáng kể trong luật về quyền LGBT kể từ năm 2000. Trong hai thập kỷ qua, nước này đã coi thường đồng tính luyến ái, đưa ra và thực thi luật chống phân biệt đối xử trên phạm vi rộng, cân bằng độ tuổi chấp thuận và đưa ra luật chống lại tội phạm kì thị. Hơn nữa, các cộng đồng LGBT đã trở nên rõ ràng hơn trong những năm gần đây, là kết quả của các sự kiện như diễu hành niềm tự hào Bucharest và lễ hội Phim Gay Đêm Cluj-Napoca. Năm 2006, România được Tổ chức Theo dõi Nhân quyền đặt tên là một trong năm quốc gia trên thế giới đã đạt được "tiến bộ mẫu mực trong việc chống lại lạm dụng quyền dựa trên xu hướng tính dục hoặc bản dạng giới."

## Bảng tóm tắt
| Hoạt động tình dục đồng giới hợp pháp                                                                                       | (Từ năm 1996)            |
| Độ tuổi đồng ý | (Từ năm 2002)            |
| Luật chống phân biệt đối xử chỉ trong việc làm                                                                              | (Từ năm 2000)            |
| Luật chống phân biệt đối xử trong việc cung cấp hàng hóa và dịch vụ                                                         | (Từ năm 2000)            |
| Luật chống phân biệt đối xử trong tất cả các lĩnh vực khác (bao gồm phân biệt đối xử gián tiếp, ngôn từ kích động thù địch) | (Từ năm 2006)            |
| Hôn nhân đồng giới | No                       |
| Công nhận các cặp đồng giới                                                                                                 | (Đề nghị hợp tác dân sự) |
| Con nuôi của các cặp vợ chồng đồng giới                                                                                     | No                       |
| Con nuôi chung của các cặp đồng giới                                                                                        | No                       |
| Người đồng tính nam, đồng tính nữ và song tính được phép phục vụ công khai trong quân đội                                   | Yes                      |
| Quyền thay đổi giới tính hợp pháp                                                                                           | (Từ năm 1996)            |
| Truy cập IVF cho đồng tính nữ                                                                                               | (Từ năm 2005)            |
| Mang thai hộ cho các cặp đồng tính nam                                                                                      | No                       |
| NQHN được phép hiến máu | No                       |